# Романовський Олександр Костянтинович
Олександр Костянтинович Романовський (рос. Александр Константинович Романовский; 8 червня 1987, м. Москва, СРСР) — російський хокеїст, правий нападник.
Виступав за «Спартак» (Москва), «Хімік» (Воскресенськ), «Амур» (Хабаровськ), «Титан» (Клин), «Єрмак» (Ангарськ), «Торпедо» (Нижній Новгород), ХК «Саров», «Торпедо» (Нижній Новгород).
У складі юніорської збірної Росії учасник чемпіонату світу 2005.